# Eldon (Île-du-Prince-Édouard)
Eldon est une communauté dans le comté de Queens de l'Île-du-Prince-Édouard. La communauté est au sud-est de Charlottetown.

## Histoire
Les acadiens sont arrivés sur Pointe Prime, Ile St. Jean (maintenant Eldon, IPE) en 1750. D'après le recensement de 1752, la famille de Noël Doiron et d'autres sont arrivés de la communauté de Noël (Nouvelle-Écosse) pour échapper aux hostilités après que les pouvoirs furent établis à Halifax (1749), qui déclencha la Guerre du père Le Loutre. Ils ont bâti une église et plusieurs maisons dans la région pendant les huit années dans le village.
La communauté d'acadiens au complet mourût durant la Guerre de la Conquête à la campagne de l'Isle Saint-Jean (1758). Ils furent déportés sur le navire Duke William, qui coulât dans la Manche. Le naufrage du Duke William fut l'un des pires désastres marins dans l'histoire canadienne (mesuré par le nombre de canadiens décédés).